# AMC・マタドール
マタドール（Matador ）は、アメリカン・モーターズが1970年から1978年の間販売していた乗用車である。

## 初代（1970年 - 1974年）
1970年にレヴェルの後継として発表された。クライスラー（現:フィアット・クライスラー・オートモービルズ）の一部門であるダッジがかつて販売していたダッジ・マタドールとは関係は無い。1974年のモデルチェンジの際に既存のクーペをAMC・マタドールクーペとして切り離した。

## 2代目（1974年 - 1978年）
1974年に2代目が発表される。旧態化したAMC・アンバサダーの後継としての役割を担うようになる。1978年、後継車を登場させずモデル廃止。